# ザルカヴァ
ザルカヴァ (Zarkava) はフランスの競走馬である。2008年の凱旋門賞を制すなどG1競走5勝を挙げた。

## 経歴

### 2007年（2歳）
9月にロンシャン競馬場でデビュー戦を勝ち、続くマルセルブサック賞では直線で前が詰まり、残り300mの地点では先頭と5馬身の差があったものの、そこから抜け出し2着に2馬身半差をつける勝利で後の活躍を期待される。

### 2008年（3歳）
休養明け初戦となった3月のグロット賞 (G3) を制し、デビュー以来からの連勝を3に伸ばして迎えたプール・デッセ・デ・プーリッシュ（仏1000ギニー）をレースレコード1.35.2で制して無敗でG1競走2勝目を挙げた。この勝利はアラン・ド・ロワイエ＝デュプレ厩舎とクリストフ・スミヨンにとっては前年のダルジナに続くプール・デッセ・デ・プーリッシュ2連覇達成となった。
続く6月8日のディアヌ賞（仏オークス）は、前走強い勝ちだったことから圧倒的な1番人気に支持され、大外から差し切り2着のギャニョア (Gagnoa) に3馬身の差を付けて勝利し、レース後にスミヨンはザルカヴァの事を「牝馬版ダラカニ」と称した。ヴェルメイユ賞でも圧倒的1番人気に支持され、スタートで出遅れ最後方からレースを進めることになったが、最後の直線残り300m大外の位置からスパートして一気に追い上げ、先に抜け出していたダーレミ (Dar Re Mi) を残り100mで捉えて、2馬身差で勝利し、無敗でフランス牝馬三冠を達成した。さらに芝状態は稍重だったにもかかわらず勝利タイムの2分26秒0は2002年にパリーシェルズ (Pearly Shells) が記録したレースレコードタイだった。
10月にはフランス競馬の最高峰凱旋門賞に出走し、直線で前がふさがるも他馬を弾き飛ばしてユームザイン、デュークオブマーマレードら古馬を相手に2馬身差の圧勝劇を演じた。3歳牝馬としては1982年のアキイダ以来26年ぶり、牝馬としては1993年のアーバンシー以来15年ぶり、そして無敗馬としてはサガミックス以来10年ぶりに凱旋門賞を制した。
10月13日、競走馬を引退し繁殖生活に入ることが発表された。
同年秋に発表されたトップ50ワールドリーディングホースでは、GI3連勝でブリーダーズカップ・マイルを制したゴルディコヴァを押さえ、牝馬ではトップの127ポンドに評価された（全体では4位タイ）。

### 競走成績
| 出走日     | 競馬場     | 競走名                           | 格 | 距離    | 着順 | 騎手       | 着差      | 1着（2着）馬      |
| ---------- | ---------- | -------------------------------- | -- | ------- | ---- | ---------- | --------- | ----------------- |
| 2007.09.09 | ロンシャン | カスカド賞                       |    | 芝1600m | 1着  | C.スミヨン | 2馬身     | (Trully Belle)    |
| 2007.10.07 | ロンシャン | マルセルブサック賞               | G1 | 芝1600m | 1着  | C.スミヨン | 2 1/2馬身 | (Conference Call) |
| 2008.04.13 | ロンシャン | グロット賞                       | G3 | 芝1600m | 1着  | C.スミヨン | 2 1/2馬身 | (Conference Call) |
| 2008.05.11 | ロンシャン | プール・デッセ・デ・プーリッシュ | G1 | 芝1600m | 1着  | C.スミヨン | 2馬身     | （Goldikova）     |
| 2008.06.08 | シャンティ | ディアヌ賞                       | G1 | 芝2100m | 1着  | C.スミヨン | 3馬身     | (Gagnoa)          |
| 2008.09.14 | ロンシャン | ヴェルメイユ賞                   | G1 | 芝2400m | 1着  | C.スミヨン | 2馬身     | (Dar Re Mi)       |
| 2008.10.05 | ロンシャン | 凱旋門賞                         | G1 | 芝2400m | 1着  | C.スミヨン | 2馬身     | (Youmzain)        |

## 引退後
引退後はフランスのボネヴァル牧場（アーガー・ハーンスタッド・フランス）で繁殖牝馬として繋養される。初年度はダラカニを配合されて牝馬を、2年目はシーザスターズを配合されて牡馬を産んでいる。
2017年、4番仔のZarakがサンクルー大賞(仏G1)を制し、産駒のG1初制覇となった。
2024年10月3日、所有するアーガー・ハーンスタッドにより繁殖牝馬を引退することが発表された。
繁殖成績
- 2013年産駒　Zarak：父Dubawi（サンクルー大賞、ドバイミレニアムステークス（UAE・G3） - 2021年フランス新種牡馬リーディングを獲得[6]）
- 2018年産駒　Zaskar：父Sea The Stars（未出走のまま種牡馬入り[6]）

## 血統表
| ザルカヴァの血統ミスタープロスペクター系 / Northern Dancer 4×5=9.38% | ザルカヴァの血統ミスタープロスペクター系 / Northern Dancer 4×5=9.38% | ザルカヴァの血統ミスタープロスペクター系 / Northern Dancer 4×5=9.38% | （血統表の出典） | （血統表の出典） |
| 父 Zamindar 1994 鹿毛                                                | 父の父Gone West 1984 鹿毛                                            | Mr. Prospector                                                       | Raise a Native   | Raise a Native   |
| 父 Zamindar 1994 鹿毛                                                | 父の父Gone West 1984 鹿毛                                            | Mr. Prospector                                                       | Gold Digger      |                  |
| 父 Zamindar 1994 鹿毛                                                | 父の父Gone West 1984 鹿毛                                            | Secrettame                                                           | Secretariat      | Secretariat      |
| 父 Zamindar 1994 鹿毛                                                | 父の父Gone West 1984 鹿毛                                            | Secrettame                                                           | Tamerett         |                  |
| 父 Zamindar 1994 鹿毛                                                | 父の母Zaizafon 1982 栗毛                                             | The Minstrel                                                         | Northern Dancer  | Northern Dancer  |
| 父 Zamindar 1994 鹿毛                                                | 父の母Zaizafon 1982 栗毛                                             | The Minstrel                                                         | Fleur            |                  |
| 父 Zamindar 1994 鹿毛                                                | 父の母Zaizafon 1982 栗毛                                             | Mofida                                                               | Right Tack       | Right Tack       |
| 父 Zamindar 1994 鹿毛                                                | 父の母Zaizafon 1982 栗毛                                             | Mofida                                                               | Word Lass        |                  |
| 母 Zarkasha 1999 鹿毛                                                | 母の父Kahyasi 1985 鹿毛                                              | *Ile De Bourbon                                                      | Nijinsky II      | Nijinsky II      |
| 母 Zarkasha 1999 鹿毛                                                | 母の父Kahyasi 1985 鹿毛                                              | *Ile De Bourbon                                                      | Roseliere        |                  |
| 母 Zarkasha 1999 鹿毛                                                | 母の父Kahyasi 1985 鹿毛                                              | Kadissya                                                             | Blushing Groom   | Blushing Groom   |
| 母 Zarkasha 1999 鹿毛                                                | 母の父Kahyasi 1985 鹿毛                                              | Kadissya                                                             | Kalkeen          |                  |
| 母 Zarkasha 1999 鹿毛                                                | 母の母Zarkana 1992 鹿毛                                              | Doyoun                                                               | Mill Reef        | Mill Reef        |
| 母 Zarkasha 1999 鹿毛                                                | 母の母Zarkana 1992 鹿毛                                              | Doyoun                                                               | Dumka            |                  |
| 母 Zarkasha 1999 鹿毛                                                | 母の母Zarkana 1992 鹿毛                                              | Zarna                                                                | Shernazar        | Shernazar        |
| 母 Zarkasha 1999 鹿毛                                                | 母の母Zarkana 1992 鹿毛                                              | Zarna                                                                | Zahra F-No.9-c   |                  |

母系はアーガー・ハーン3世から続く一族の生産馬で固められている。5代母はG1・7勝の名牝プチトエトワール。